# 城口荛花
城口荛花（学名：Wikstroemia fargesii），为瑞香科荛花属下的一个植物种。